# Santiago Lencina
Santiago Javier Lencina (Corzuela, 4 settembre 2005) è un calciatore argentino, centrocampista del River Plate.

## Caratteristiche tecniche
È un centrocampista offensivo.

## Carriera

### Club
Cresciuto nel settore giovanile del River Plate, il 22 luglio 2024 ha firmato il suo primo contratto professionistico. Ha fatto il suo esordio in prima squadra il 4 agosto successivo, nell'incontro di Primera División pareggiato 0-0 contro l'Unión (SF) ed ha segnato i suoi primi gol il 20 luglio 2025, mettendo a segno una doppietta nella trasferta vinta 4-0 contro l'Instituto (C).

### Nazionale
Ha giocato con la nazionale argentina Under-20.

## Statistiche

### Presenze e reti nei club
Statistiche aggiornate al 14 agosto 2025.
| Stagione        | Squadra         | Campionato      | Campionato | Campionato | Coppe nazionali | Coppe nazionali | Coppe nazionali | Coppe continentali | Coppe continentali | Coppe continentali | Altre coppe | Altre coppe | Altre coppe | Totale | Totale | Totale |
| Stagione        | Squadra         | Comp            | Pres       | Reti       | Comp            | Pres            | Reti            | Comp               | Pres               | Reti               | Comp        | Pres        | Reti        | Pres   | Reti   |        |
| --------------- | --------------- | --------------- | ---------- | ---------- | --------------- | --------------- | --------------- | ------------------ | ------------------ | ------------------ | ----------- | ----------- | ----------- | ------ | ------ | ------ |
| 2024            | River Plate     | PD              | 1          | 0          | CA+CdL          | 0               | 0               | CL                 | 0                  | 0                  | -           | -           | -           | 1      | 0      |        |
| 2025            | River Plate     | PD              | 5          | 2          | CA              | 2               | 0               | CL                 | 1                  | 0                  | CmC         | 0           | 0           | 8      | 2      |        |
| Totale carriera | Totale carriera | Totale carriera | 6          | 2          |                 | 2               | 0               |                    | 1                  | 0                  |             | 0           | 0           | 9      | 2      |        |